# Twijgvlekje
Het twijgvlekje (Arthonia punctiformis) is een niet-gelicheniseerde ascomyceet behorend tot de familie Arthoniaceae. De fotobiont zijn algen van het geslacht Trentepohlia. 

## Kenmerken
Een korstmos met een zeer dun thallus, ondergedompeld in het substraat. Het oppervlak van de thallus is zichtbaar in de vorm van witachtige, lichtgrijze of lichtbruine vlekken die lichter zijn dan de schors. Apothecia zijn zichtbaar in de vorm van zwarte vlekken verspreid over de thallus. Ze hebben onregelmatige vormen; ze kunnen stervormig, rond, elliptisch zijn, maar ook de vorm hebben van een rechte of vertakte lijn. Ze zijn erg klein: ze kunnen een diameter hebben tot 0,2 mm. Ze zijn nooit berijpt.
Het heeft geen kenmerkende kleurreacties.
De sporen zijn tweecellig, kleurloos, langwerpig, elliptisch van vorm en afmetingen 5-23 x 5-7 μm.

## Ecologie
Hij groeit voornamelijk op boomschors. Het is onder meer bekend van esdoorns, elzen, hazelaars, beuken, essen, populieren, pruim, maar ook op twijgen van bosbessen. Het is een van de eerste korstmossen die boomschors koloniseert. Vermijdt plaatsen die zijn blootgesteld aan direct zonlich.

## Verspreiding
Purpura dotata komt voor in Noord-Amerika, Europa, Azië en Afrika. De soort is wijd verspreid in Europa, zelfs in Groenland, IJsland en de noordelijke regio's van het Scandinavisch schiereiland.
In Nederland komt het twijgvlekje vrij zeldzaam voor.